# Daniele Vergnaghi
Daniele Vergnaghi (Milano, 16 settembre 1972) è un ex pallavolista italiano.

## Biografia
Dopo aver giocato nella squadra del liceo Vittorio Veneto di Milano, esordì nel 1989-90 in Serie A1 con il Gonzaga, fino al 1994-95, anno in cui la squadra biancorossa rinunciò a disputare il massimo campionato. Giocò quindi in A2 con la Colmark Brescia, contribuendo attivamente alla promozione in A1 della squadra lombarda (1995-96). Giocò ancora in A2 con la Cariparma, per poi tornare a Milano, nell’Asystel, con il ruolo da poco istituito del libero. Al suo primo anno in A1, dopo la promozione dalla serie A2, raggiunse,con la squadra guidata da Gian Paolo Montali, la Finale scudetto, poi persa contro la Sisley Treviso.In quell’anno venne eletto dalla Legavolley miglior libero della stagione e venne convocato in nazionale. 
Seguì la squadra a Piacenza e disputò una bella stagione con la squadra locale allenata da Julio Velasco. Venne poi ingaggiato dalla BreBanca Lannutti Cuneo dove militò fino al 2009, anno in cui entrò a far parte dello staff della squadra piemontese nel ruolo di Team Manager e Responsabile del settore giovanile. 
Dopo aver seguito la prima squadra da dirigente è diventato ora direttore del settore giovanile della nuova società, nata dopo la fine della BreBanca Lannutti Cuneo, il Cuneo Volley.
In Nazionale esordì a Bologna il 21 maggio 1993, nella partita vinta dall'Italia contro l'Olanda per 3-1.

## Palmarès

### Con i club
- 1990 Mondiale per Club
- 1992 Mondiale per Club
- 1993 Coppa delle Coppe
- 2006 Coppa Italia

### Con la nazionale
- 1995 World League